# Рейль, Иоганн Христиан
Иоганн Христиан Рейль (20 февраля 1759, Раудерфен — 22 ноября 1813, Галле) — немецкий медик, физиолог, философ и педагог, придумавший термин «психиатрия» и «госпиталь для психической терапии» (психиатрическая больница), установивший, что лихорадка — неспецифический патологический процесс, начавший первый научный журнал, посвящённый физиологии и первый немецкий психиатрический журнал, автор множества эпонимов после изучения строения и химического состава мозга, сердца и пальцев.

## Биография

### Рождение, ранние годы
Иоганн Христиан Рейль был единственным сыном в семье лютеранского пастора Иоганна Юлиуса Рейля и Анны (урождённой Йенсен-Стренг) в регионе Восточная Фризия. Отец хотел, чтобы он также стал священником, однако сыну медицина нравилась больше теологии.

### Личная жизнь
В октябре 1788 он женился на Иоганне Вильгельмине Левео (умерла в 1813), дочери богатых родителей-гугенотов. Они имели 2 сыновей и 4 дочерей.

### Становление

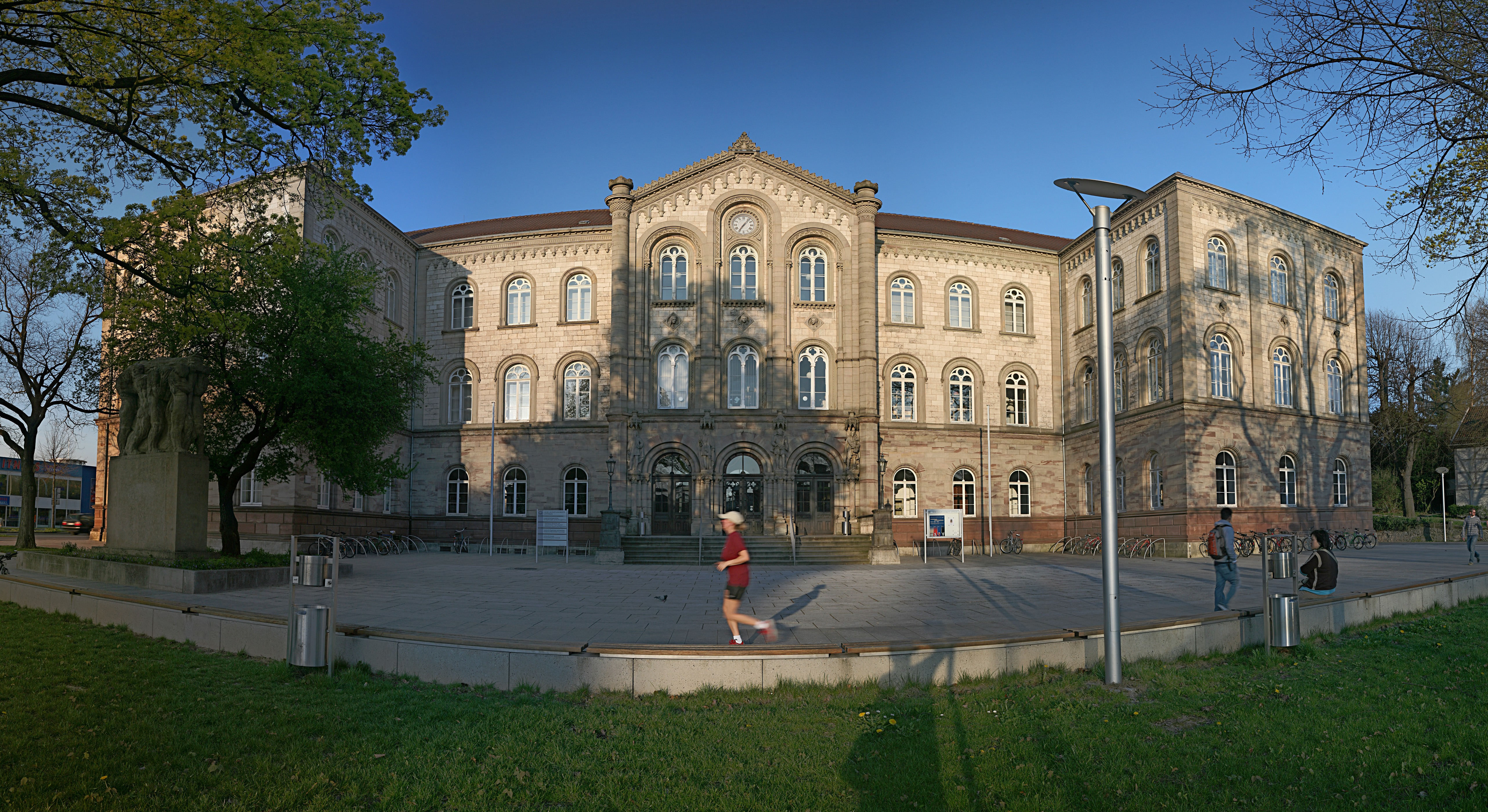
Гёттингенский университет — 1-е учебное заведение Рейля

Учился в Геттингене в 1779 (3 семестра) и с 14 октября 1780 в Галле под руководством профессора медицины Ф. Ф. Т. Меккеля (отца И. Ф. Меккеля Младшего) учил хирургию и анатомию и И. Ф. Г. Гольдхагена — собственно медицину. Последний, будучи мастером стула масонской ложи «К трём мечам», лично посвятил в степень ученика Рейля 1 марта 1782 года. После получения докторской степени по медицине и хирургии, защитив 9 ноября 1782 диссертацию по болезням желчной системы, в этом же году в Берлине Рейль завершил обязательные курсы стажировки для утверждения в качестве прусского врача в Университете Медицины и хирургии. Это был лучший в то время университет Пруссии. Здесь он проживал с Генриеттой и Маркусом Герц, к которым он прибыл с письмом-рекомендацией от Гольдхагена. Маркус был врачом и Иоганн Христиан был впечатлен его сочетанием учений Просвещения, философии Канта с медициной и наукой. Кроме этого, он был студентом самого Канта, и именно он повлиял на философское мировоззрение Рейля.

### Работа врачом. Первые научные работы
Рейль затем с 1783 4 года работал в качестве частного врача на севере страны. Здесь он написал в 1785 году практическое руководство под названием «Диететические советы домашнего врача для моих соотечественников» (нем. «Diätetischer Hausarzt für meine Landsleute»).

### Профессор и академик медицины

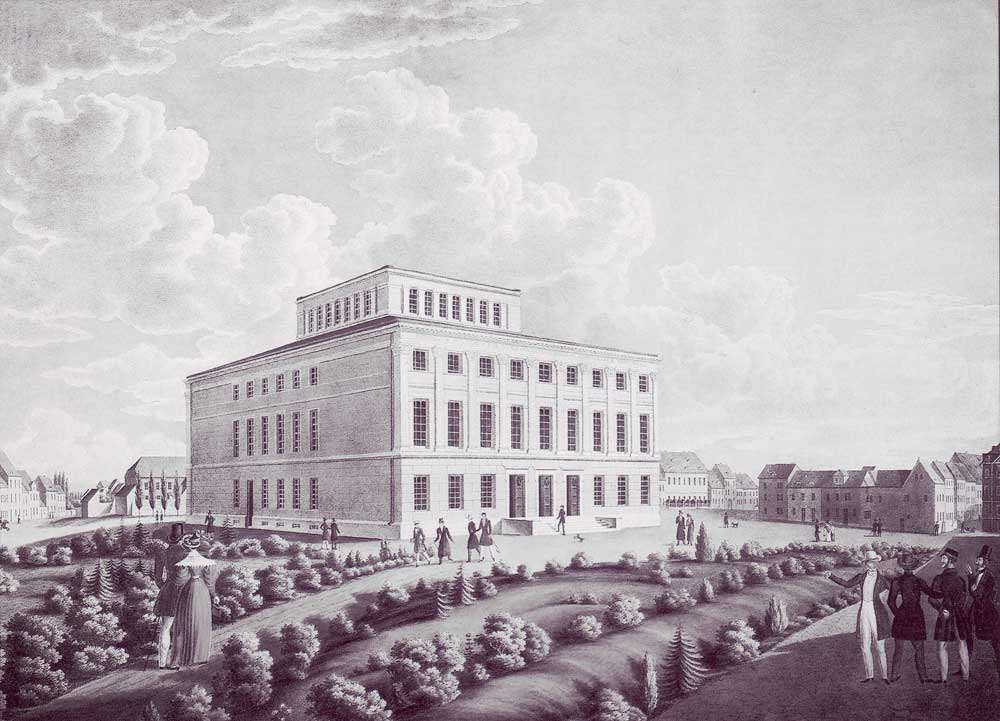
Университет Галле

В 1787 году он получил звание адъюнкт-профессора медицины в университете Галле благодаря Гольдхагену, который летом этого же года пригласил его в качестве лектора. После внезапной смерти своего наставника и предшественника И. Ф. Г. Гольдхагена Иоганн Христиан Рейль в 1788 стал профессором терапии и директором больницы, а в 1789 его назначили врачом города. Рейль преподавал в Галле 21 год.
В 1793 году Иоганн стал членом старейшей академии Леопольдины, хотя при этом его никогда не приглашали в Берлинскую академию. В 1802 он отклонил щедрое предложение преподавать в Геттингене, вместо этого приняв в Галле зарплату в 900 талеров и титул старшего верховного советника.

### «О накопленном опыте и лечении лихорадки»
Среди его основных работ была «О накопленном опыте и лечении лихорадки» (5 томов, Галле 1799—1815). Одно из основных её достижений то, что при горячке поднятие температуры понимается как универсальное при патологических состояниях, и поэтому характеризуется как единая реакция организма при различных заболеваниях.

### «Архив физиологии». Философия. Психиатрия

#### Вступление
Немецкие философы XVIII-начала XIX века были идеалистами и религия находила их поддержку. Это отразилось в первую очередь в немецкой педагогике (а Рейль позже проявит себя и тут), но и в психиатрии первой половины XIX века, в которой господствовали религиозно-морализирующие взгляды на психические болезни.. Философы-идеалисты того времени, признавая первичность духа, способствовали тем самым становлению дуализма в психиатрии, что привело к образованию двух идеологических школ: «психиков» и «соматиков». Распространенная школа психиков полагала, что при душевных болезнях заболевает душа и источник этого — грех. Им возражала «школы соматиков»: что душа бессмертна и заболеть не может, заболевает её телесная оболочка; соматическое заболевание — основа и причина нарушений психики. Убежденные в указывании пути истинного душевнобольному, они способствовали распространению целого ряда механических приспособлений. Они и повлияли на Иоганна Христиана Рейля и получили в его идеях своё развитие.

#### Очерк «О жизненной силе»
Основоположной в медицине он считал физиологию, а в её основе — химию:

«явления жизни можно целиком объяснить сочетанием физических и химических сил».

Он начал первый научный журнал, посвящённый этому предмету: «Архив физиологии» (нем. «Archiv für Physiologie»). Первый его выпуск он посвятил своим друзьям — химику, оппоненту теории о флогистоне Г. Э. Шталя Ф. А. К. Грену и философу Л. К. Якобу. Также в нём был революционный очерк «О жизненной силе», где был отброшен анимизм Шталя (психика) — витализм и его идея об оккультной жизненной силе, онтологически отдельной душе, контролирующей тело. Рейль также критиковал Блуменбахово восхождение (стремление) формы (лат. nisus formativus), как не более чем заступничество за более крайние, но скрытые причины (детерминизм). Если медицина должна стать наукой, все утверждения должны полностью и строго опираться на детерминизм. Все силы должны опираться на материю:

«К чему придумывать ещё какую-то новую основную силу: не выигрывает ли естествознание в своем единстве, когда мы обходимся возможно меньшим числом основных принципов?».

Странно, что из-за заголовка этот очерк считали защитой витализма.
После его преждевременной смерти журнал продолжили И. Ф. Меккель Младший, И. П. Мюллер и П. Дюбуа-Реймон.
Начиная с этого журнала, следуя Канту, он полагал, что физиология не может изучить пределы человеческого знания. Душу познать невозможно. Первая его классификация психологических расстройств выйдет позже, в 1802 в книге «Лихорадочные нервные болезни» (нем. «Fieberhaste Nervenkrankheiten»), где было подмечено, что умопомешательство часто сопровождает лихорадку. С этой точки зрения он считал, что это — нарушение основных душевных сил по Канту, что он описал позже в «Рапсодии (восторженной речи) об использовании психологической терапии для душевно больных»

#### Другие журналы
Вместе с «Архивом физиологии» Рейль издавал ещё 2 журнала: «Иллюстрированный журнал интеллектуального благополучия» (нем.  «Magazin für die psychische Heilkunde» ) совместно с философом А. Б. Кайслером — первый немецкий психиатрический журнал (в 1805), в первом номере которого была статья «О соотношениях медицины и педагогики»; и «Вклад в поддержку метода курортного лечения и интеллектуального направления» (нем. «Beiträge zur Beförderung einer Kurmethode auf psychischem Wege») совместно с философом И. К. Хоффбауэром (2 тома, 1808—1812). Программа этого журнала была:
1. Казуистические сообщения о случаях самопроизвольного исцеления (по возможности, с анализом соответствующего механизма);[10]
2. Изучение действия психических факторов (различных внешних впечатлений, катастроф и сильных эмоций на организм человека);[10]
3. Описание случаев психотерапии. Некоторые из приемов, которые предлагал сам Рейль, были удивительными: больного пугали в темноте внезапным прикосновением вывороченной наизнанку шубы, проведением по его лицу кистью руки скелета, воздействием на его слух кошачьего крика, а также проектировался особый художественный психиатрический театр (прообраз современной психодрамы), с репертуаром волнующих мелодрам, в которых должны были фигурировать судьи, палачи, привидения, ангелы; про запас намечались декорации, изображающие тюремные камеры, эшафот, львиное логовище, операционную.[10].

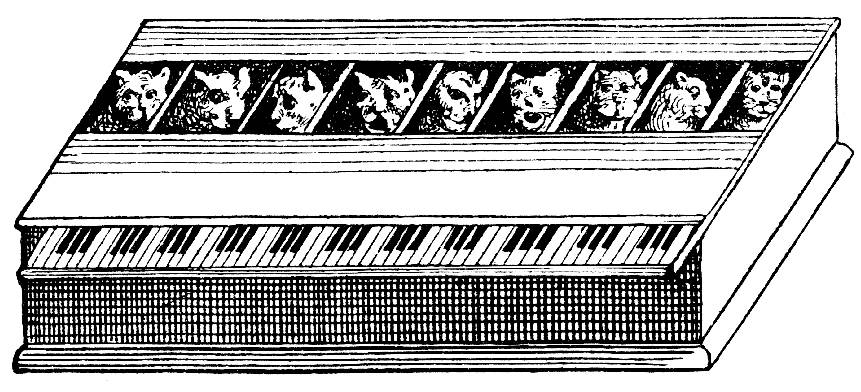
Кошачье фортепиано — теоретическая процедура Рейля

Особенно интересной представляется история с использованием кошачьего фортепиано (нем. Katzenklavier), которое, правда, так и не было приведено в действие.
Также он предложил трудотерапию. Кроме того, Рейль одним из первых учёных пытался классифицировать конституцию человека по его характеру.

#### Критический идеализм Канта

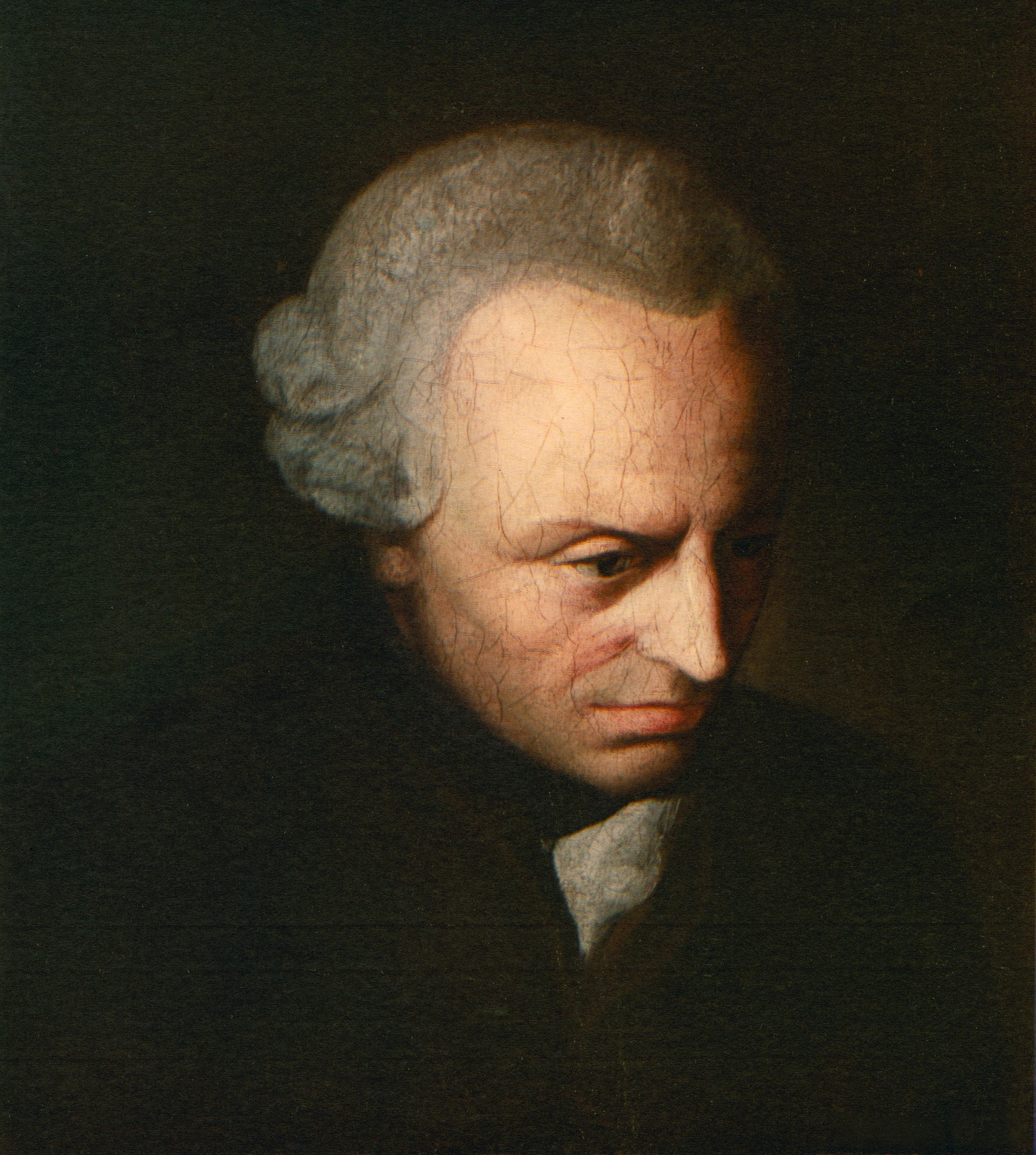
Иммануил Кант — философ, оказавший огромное влияние на мировоззрение Рейля

Философское понимание медицины и самого себя, основанное Герцем и оформленное Якобом, ведёт к механистическому взгляду, например в 4 томе (о лихорадке, посвящён Наполеону). Иоганн Рейль никогда не переписывался с Кантом, хотя последний ссылался на его физиологические работы в своих трудах (1798) Однако его студент К. А. Вилманс написал ему несколько писем, одно из которых он даже опубликовал в придатке к «Критике практического разума» (1798; Ak. 7: 69-75). Сам же Иммануил Кант ответил в обратном письме, что он не согласен с полностью материалистическим пониманием физиологии, изложенным в письме Вилманса (май 1799).

#### «Рапсодия (восторженная речь) об использовании психологической терапии для душевно больных»

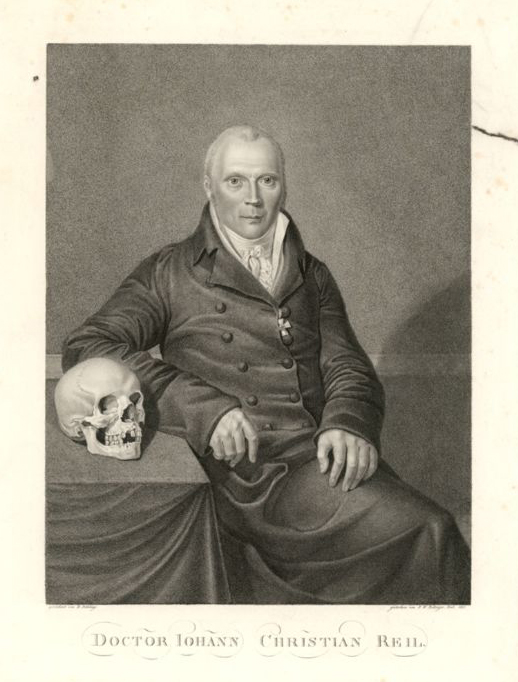
Иоганн Христиан Рейль — основатель современной психиатрии

Иоганн Христиан Рейль очень приближается к Шеллингу (некоторые даже считают после этого Рейля его последователем) и уходит за границы Канта в своей книге по психиатрии и терапии «Рапсодия (восторженная речь) об использовании психологической терапии для душевно больных», значимость которой для немецкой психиатрии может быть на уровне работ З. Фрейда. Здесь сумасшествие больше не рассматривается, как возникающее отдельных от всех причин, а скорее как разделение рационального «я» (см. в современное «расщепление сознания») и последовательная невозможность сконструировать правильное «не-я» (видимо, в современном понимании см. «дереализация»). Психическое здоровье теперь рассматривалось как баланс психических сил, происходящих из работы нервной системы, что продуцирует менее сложные силы. Эти интеллектуальные силы — самосознание, рассудительность (в её структуру также входило внимание) и внимательность (возможность к избранию отдельных предметов), как он их называл — психические. Их дисбаланс можно корректировать от лечения до шоковых методов (бросать пациента в ёмкость с угрями (вспомним более ранние труды)).
Он был реформатором и в других сферах психиатрии. Иоганн Христиан Рейль занимался не столько резко выраженными психозами, сколько неясными переходами здоровья в болезнь, требующими своевременной поддержки. Тут особенно остро критиковались несовершенные современные ему «сумасшедшие дома» (нем. toll haus). Рейль предлагал совершенно изгнать из обихода это старое название, заменив его новым термином — «госпиталь для психической терапии». Допуская излечимость психозов в начальных периодах заболевания, он объяснял малый процент выздоровлений полным отсутствием наблюдения и правильного ухода. В 1808 он вводит и понятие, и основы «настоящей психиатрии» — лечения душевных болезней. Но для этого, прежде всего, нужны соответствующие учреждения. Иоганн Христиан так описывает современные ему больницы:

«Мы заключаем этих несчастных в заброшенные тюрьмы за городской чертой, в сырые темницы, мы бросаем их в цепях гнить в сырых подвалах».

Больница должна быть в красивой деревне, по современному и XXI веку павильонному типу (а не в казармах барачного типа), с садом, огородом и другими местами для труда, а также школа для сумасшедших и клиника для студентов. Излечимых и неизлечимо больных он рекомендовал лечить отдельно. Во главе стоит триумвират из «заведующего», который, как не врач, во всем руководствуется медицинскими и психологическими соображениями двух остальных — главного врача и психолога. Высшим идеалом выставляется органическое слияние в одном лице медицины и психологии. При этом интересно, что последний термин, в отличие от «психиатрии», впервые использует Рудольф Гоклениус ещё в 1590 году для обозначения науки о душе.

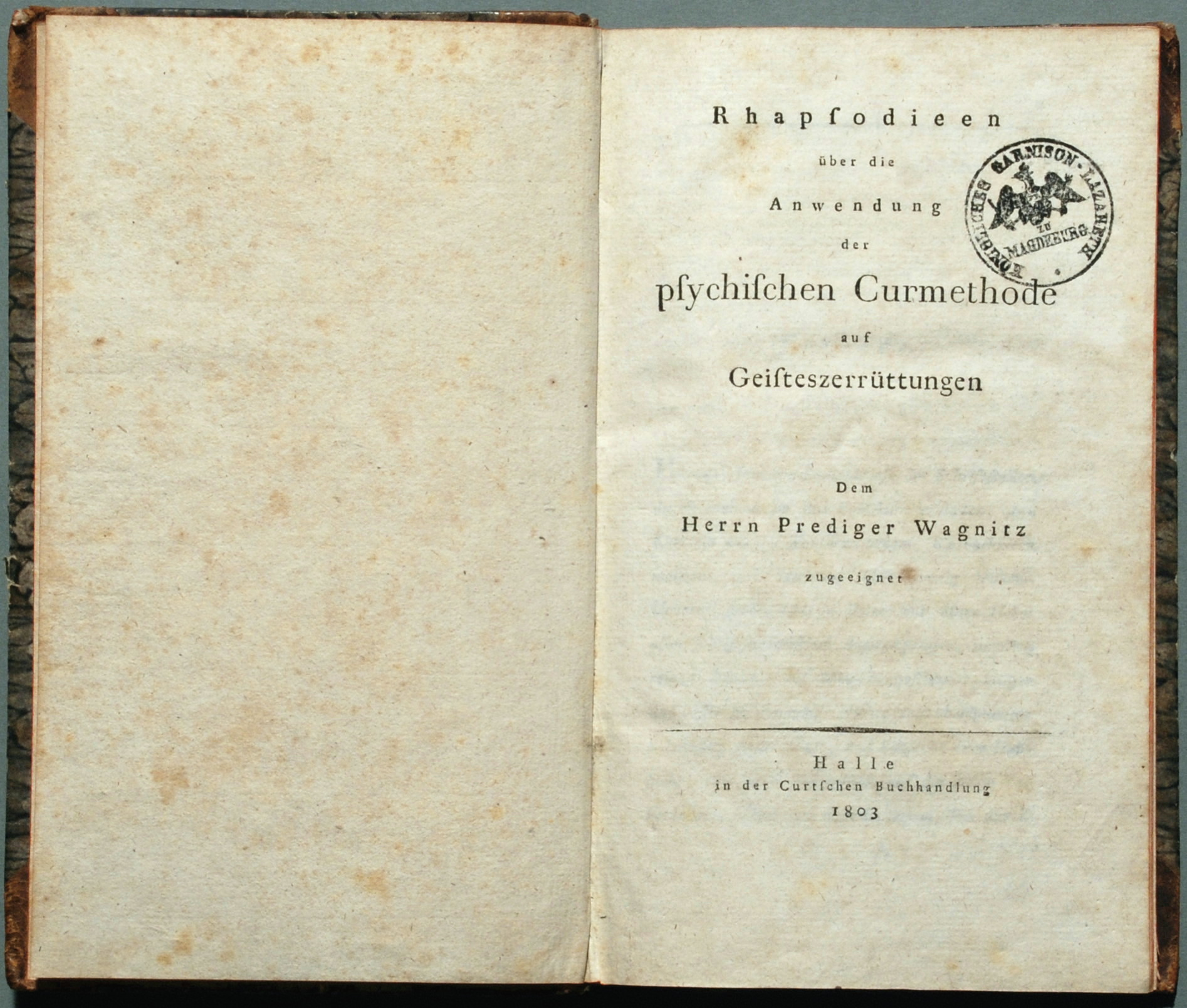
Титульный лист «Рапсодии (восторженной речь) об использовании психологической терапии для душевно больных»

Интересно, что в этом же труде Рейль заинтересовался гидротерапией, популяризировал санаторно-курортное лечение и создал одну из первых в Германии водолечебниц, открытую в 1809 — спа.

#### Нейроанатомия. Эпонимы
В последние годы жизни в Галле Рейль заинтересовался нейроанатомией, особенно после лекции, которую летом 1805 прочитал френолог Ф. И. Галль. Иоганн Христиан Рейль начал изучать мозжечок, публикуя большинство работ в 1807-1809. Он известен в анатомии мозга множественными эпонимами после изучения его строения и химического состава:
1. Дугообразный пучок (пучок Рейля, лат. fasciculus arcuatus) соединяет клетки язычка, клетки ядра шатра с латеральным, медиальным и верхним преддверными ядрами;
2. Рейля циркулярная борозда (синоним: круговая борозда островка, лат. sulcus circularis insulae);[15]
3. Рейля углубление (синоним: долинка мозжечка, лат. vallecula cerebelli);
4. Рейля треугольник (синоним: треугольник петли, лат. trigonum lemnisci);
5. Рейля связка (синоним: медиальная петля, лат. lemniscus medialis);
6. Рейля петля (синоним: петля мозговой ножки, лат. ansa peduncularis);
7. Рейля островок (синоним: островковая доля, лат. lobus insularis);
8. Рейля волокна (синоним: латеральные полоски мозолистого тела, лат. striae longitudinales laterales);
9. Он первым описал структуру, известную как покрышка (лат. tapetum) мозолистого тела;

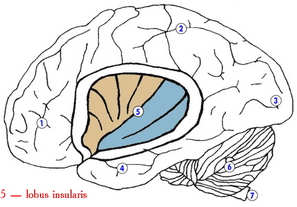
Рейля островок (здесь и далее структура отмечена красным)
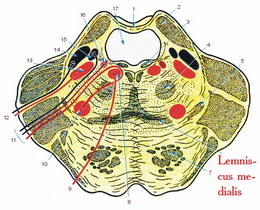
Рейля петля
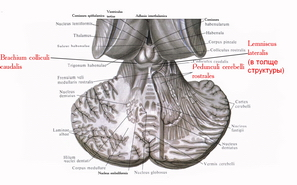
Треугольник Рейля
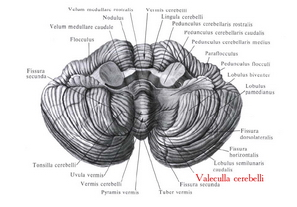
Углубление Рейля

Ещё в «Рапсодии (восторженной речи) об использовании психологической терапии для душевно больных» Рейль писал:

«Мозг — постигается как комплексное производное искусства, состоящее из большого количества взаимосвязанных тел, что находятся в целенаправленной связи друг с другом».

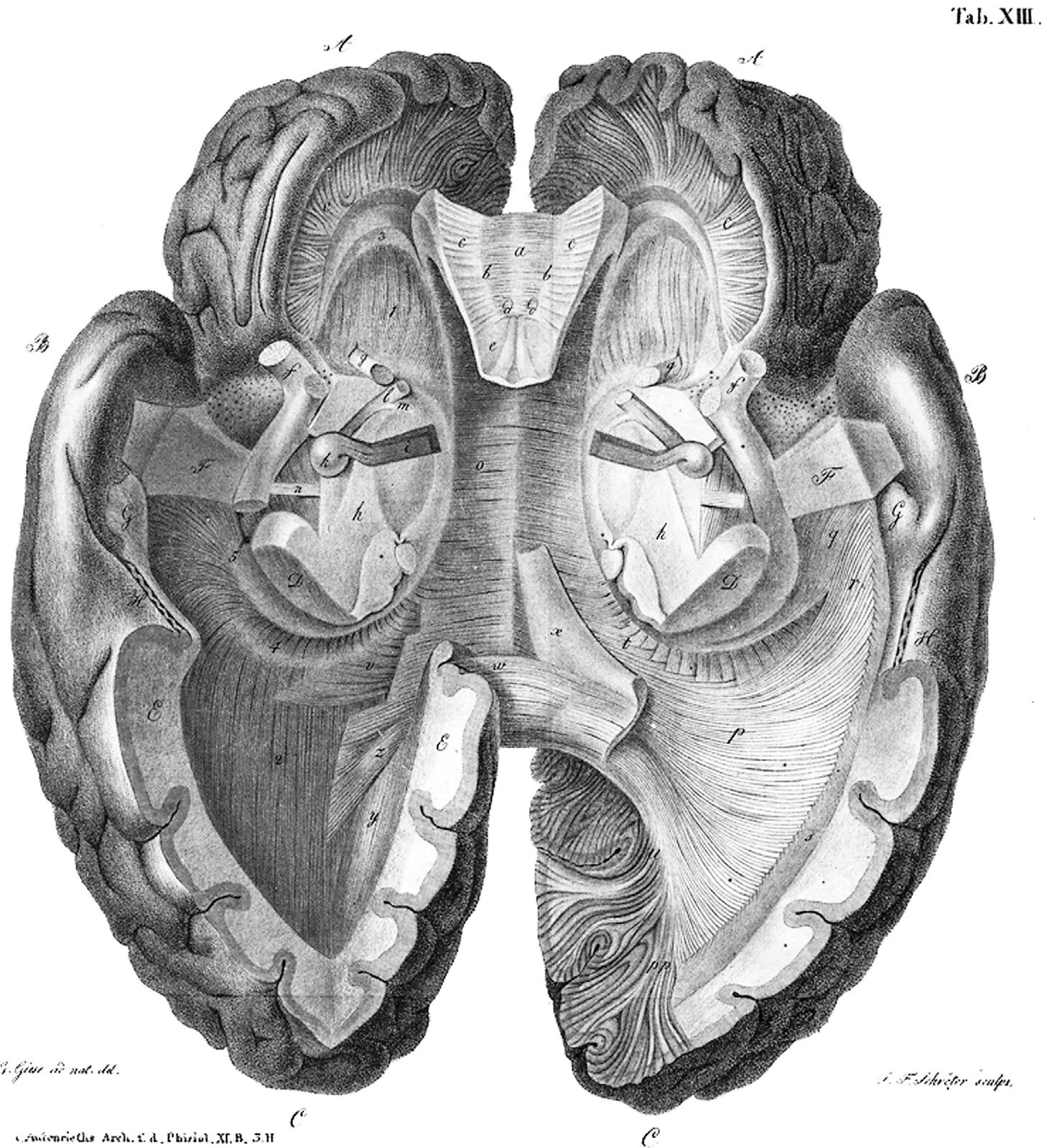
Рисунок Иоганна Христиана Рейля его большого вскрытия человеческого мозга, вид снизу

Изменение одного из них ведет к изменению мозга в целом. А так как мозг — орган души, её воля тогда также нарушается. Так работает мозг сумасшедшего. Мозг и рассудок неразрывно связаны. Связан он и с остальной, ниже уровнем, нервной системой. Поражается мозг — поражается рассудок.
Из других эпонимов хорошо известен палец Рейля (лат. Digitus mortuus), линии Бо-Рейля на ногтях (описаны Рейлем за 50 лет до Д. О. С. Бо, в 1796) и канатик Рейля.

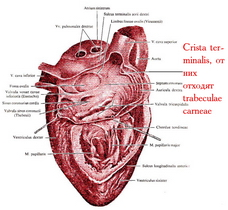
Рейля канатик

#### Непоследовательность Рейля
Рейль полностью отошел от механистического понимания мира в 1807 при изучении беременности, когда он утверждает, что матка ведёт себя необъяснимо, согласно с чем-то похожим на силу Блюменбаха. Отсюда видно ещё непоследовательное материалистическое мировоззрение того времени.

#### Эвтаназия
В 1810 году Рейль обсуждал и эту проблему. Он видел её на практике — затяжных больных в основном душили. Иоганн Христиан Рейль был полностью за облегчение моральных и физических страданий, но категорически против даже ускорения смерти.

### Конец жизни, смерть

#### Война третьей коалиции. Берлинский университет Спор с Гуфеландом
Во время Войны третьей коалиции студентская оппозиция привела к закрытию Университета Галле на 3 семестра (с 20 октября 1806 по 9 марта 1808). Будучи одним из самых больших университетов Германии, после политических изменений он со всей территорией Галле отошел к Королевству Вестфалия, таким образом давать силы для разговоров, что новый прусский университет будет основан в Берлине. И действительно это произошло. В 1810 Рейль был избран его профессором. Но по договоренности, ежегодно в течение нескольких месяцев он мог пребывать в Галле в качестве врача. В программу Рейля с парками и салонами принадлежали также театральные представления, основанные в 1811 в церкви бывшего францисканского монастыря. Среди многочисленных гостей спа со всей Германии, были Иоганн Вольфганг фон Гёте и Вильгельм Гримм. Поэт Гёте, правда, первый раз посещал его в 1802—1805 для обсуждения научных вопросов, таких, как психиатрия, а также он нуждался в нём в качестве врача.

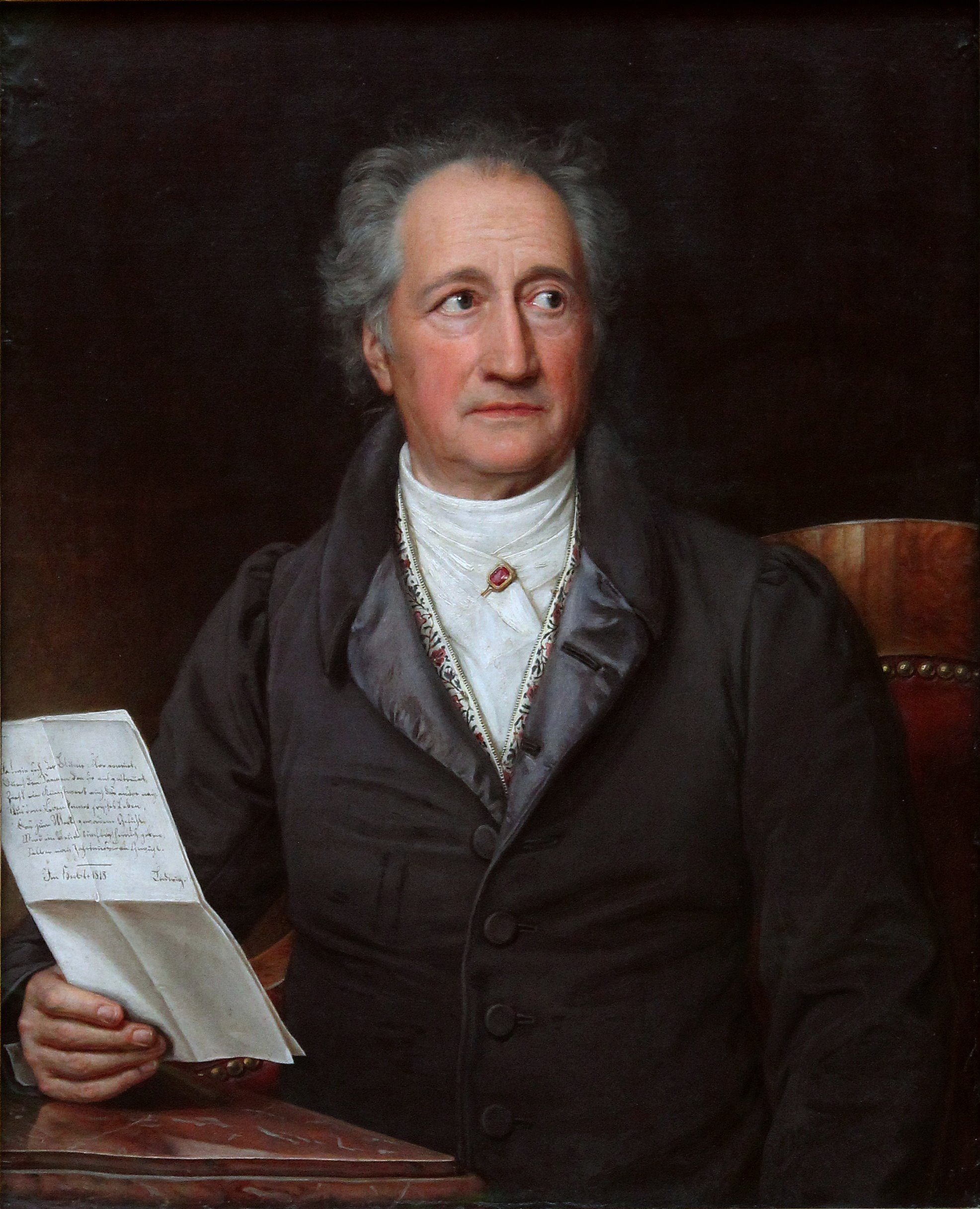
И. В. фон Гёте — частый гость и пациент Рейля
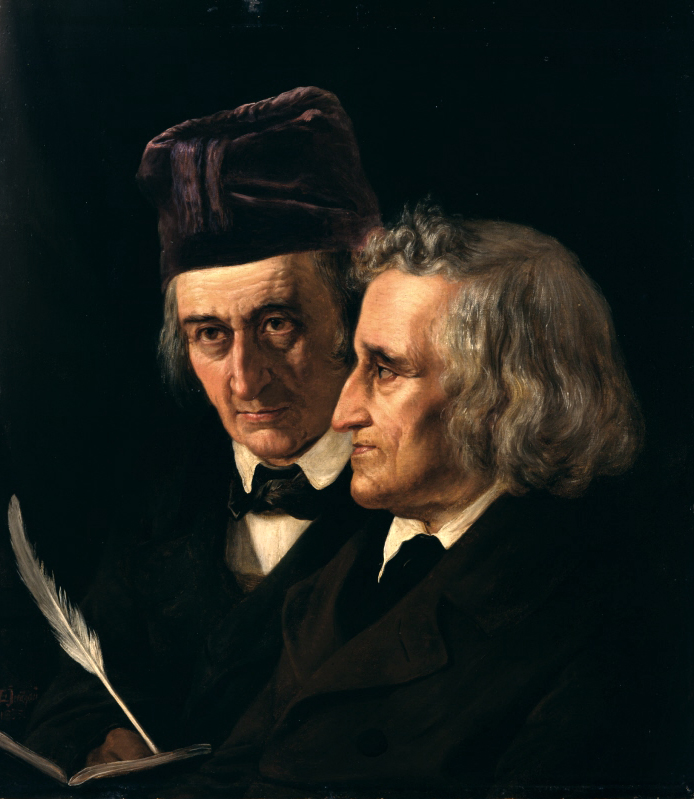
В. Гримм — ещё один гость и пациент

Для открытия театра Гёте написал «Пролог для Галле». Помимо этого, Гёте посвятил 1814 ему в качестве некролога прелюдию к «Что мы принесли» (нем. «Was wir bringen»).
В. фон Гумбольдт, исполняющий обязанности министра образования Пруссии проконсультировался с Рейлем и К. В. Гуфеланд по поводу медицинского образования в университете и в Пруссии, и в целом и получил диаметрально противоположные ответы. Иоганн Христиан Рейль был за классическое научное образование и против «апостолов выгоды», что ценили науку только за практическую применимость. В своем очерке ещё в 1804 он был за разделение пути образовательной системы на врачей, что получают классическое медицинское образование в университете и парамедиков (оказывают первую (доврачебную) медицинскую помощь пострадавшим в результате аварии, пожара, стихийного бедствия), которых готовят в профессиональной (ремесленной) школе, где их учат простым медицинским правилам при несложных случаях. Для Рейля врачи были учёными, а для Гуфеланда — целителями. Гуфеланд возражал, что по плану его оппонента появится множество врачей, знающих много, но ничего не умеющих, и парамедиков, не понимающих, что они делают. В этом споре Рейль победил, хотя и ненадолго в связи с преждевременной смертью.
Иоганн Христиан Рейль был также стойким последователем учения Ф. А. Месмера и попытался использовать его в Берлине. Вместе с К. В. Гуфеландом он рекомендовал создать в Берлине «Комиссию по расследованию магнетизма», которая начала работать в 1812 под председательством Гуфеланда.

#### Война шестой коалиции. Работа в вооруженных силах

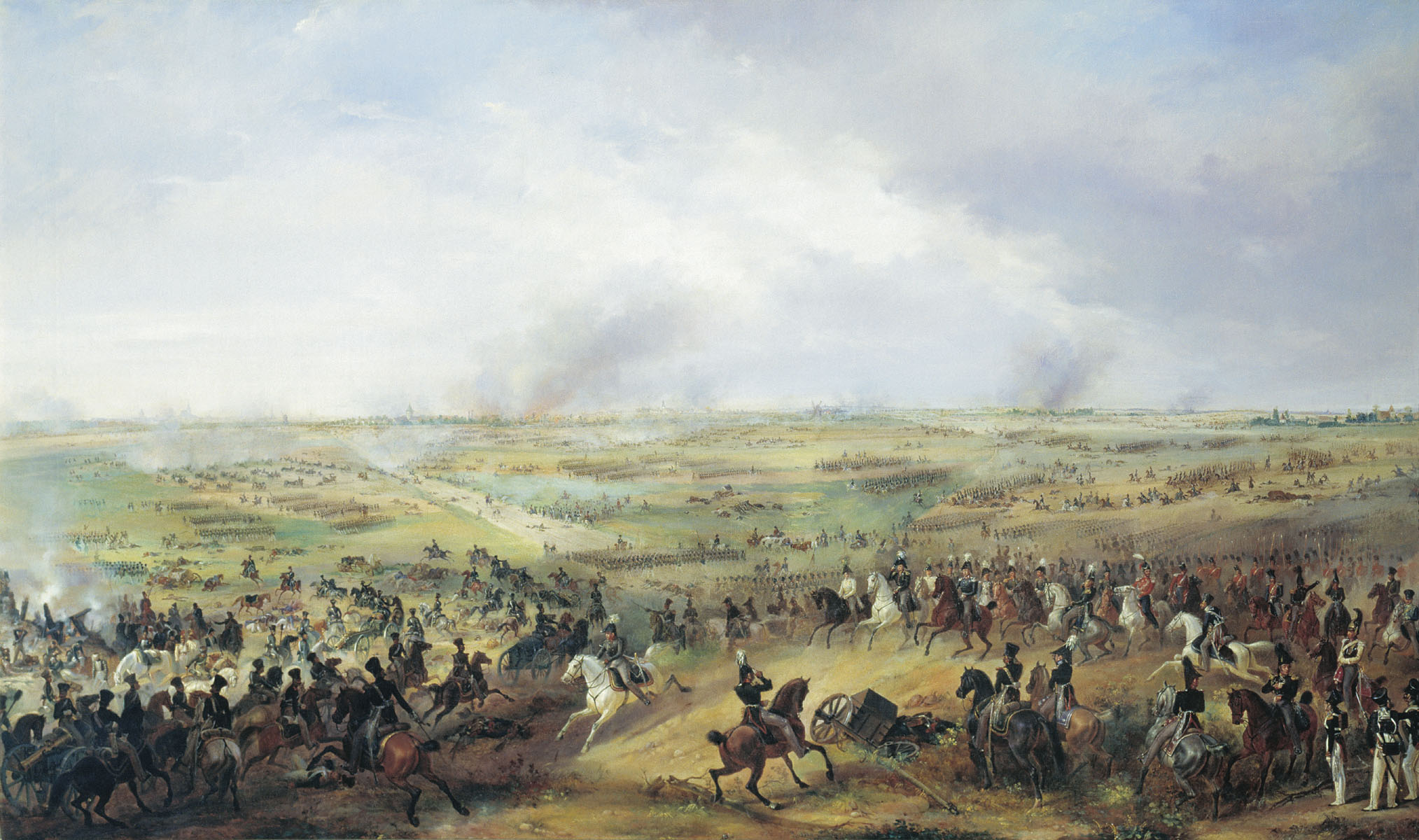
Битва народов — последний эпизод в жизни Рейля

Война Шестой коалиции — война против Наполеона коалиции европейских держав. В начале 1813 года войну против Наполеона в центральной Европе вела только Россия, но в марте 1813 в состав коалиции с Россией вошла Пруссия, затем летом 1813 — другие страны.
16-19 октября 1813 года произошла Битва под Лейпцигом (Битва народов) — крупнейшее сражение Наполеоновских войн и крупнейшее в мировой истории до начала Первой мировой войны, в котором император Наполеон I Бонапарт потерпел поражение от союзных армий России, Австрии, Пруссии и Швеции.
Участвовал в ней и Иоганн Христиан Рейль. Он ушел добровольцем на фронт и получил полномочия офицера управлять военными госпиталями на запад от Эльбы. Его попытки остановить эпидемию сыпного тифа, осложнённую огромным числом убитых и раненых и разрухой с сопутствующей ей завшивленностью привели к его собственному инфицированию и смерти в доме сестры в Галле 22 ноября 1813.

## Оценки
Ю. В. Каннабих, советский психиатр в «Истории психиатрии» пишет:

«Рейль был одним из энергичнейших борцов за улучшение участи душевнобольных».

## Память
1. Некролог Гёте:
Wer großes will muß sich zusammen raffen.

Wer großes will muß sich zusammen raffen.

In der Beschränkung zeigt sich erst der Meister

Und das Gesetz nur kann uns Freyheit geben.
2. В Галле имя Рейль по-прежнему присутствует в различных формах: что Reilstraße (улица Рейля), Reileck (угол Рейля), Reilshof (усадьба Рейля) Reilsbäder (ванны Рейля) и Poli-Reil. Его статуя находится на Reilstraße.

3. 

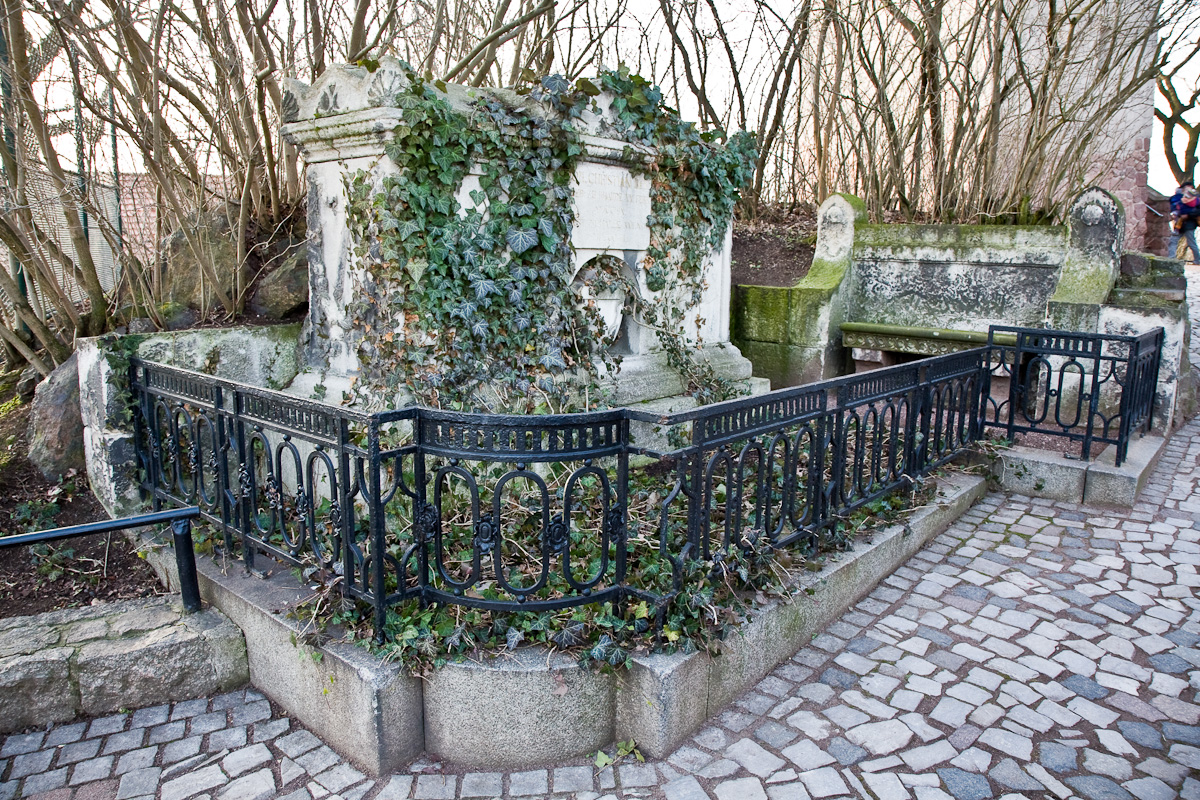
Могила Иоганна Кристиана Рейля

Могила Иоганна Кристиана Рейля на Reilberg (горе Рейля, ещё наименование в память о нём) в Галле.

4. Мемориальная доска на доме пастора в Раудерфене

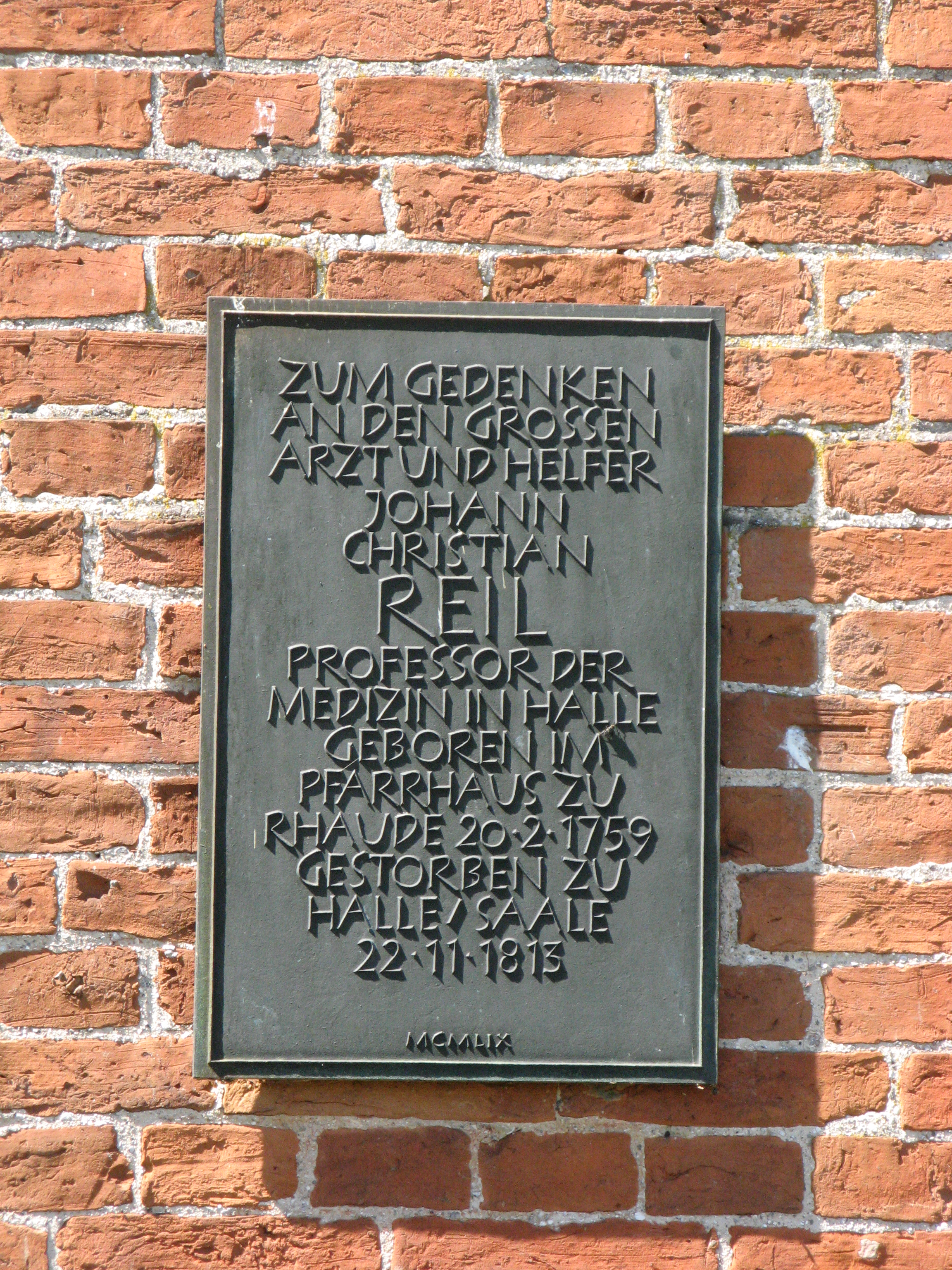
Мемориальная доска

## Список произведений
1. «Tractatus de polycholia (Трактат о полихолии)» (неопр.). — Галле, 1782.;
2. «Diätetischer Hausarzt für meine Landsleute (Диететические советы домашнего врача для моих соотечественников)». — Аурих, 1785, 1787. — С. 2 тома.;
3. «Memorabilia clinica (Клиническая медицина, заслуживающая упоминания)». — Галле, 1790.;
4. «Über den Bau des Hirns und der Nerven (О строении головного мозга и нервов)» (неопр.). — Neues Journal der Physik, 1795. — С. том 1, с. 96—114.;
5. «Von der Lebenskraft (О жизненной силе)» (неопр.). — Archiv für die Physiologie, 1796. — С. том 1, с. 8—162.;
6. «Archiv für die Physiologie (Архив физиологии)» (нем.). — Галле: издавал сам, 1796—1815. — S. 12 том.;
7. «Über die Erkenntnis und Kur der Fieber (О накопленном опыте и лечении лихорадки)» (неопр.). — Галле: Christian Friedrich Nasse, 1799—1815. — С. 5 томов.;
8. «Rhapsodieen über die Anwendung der psychischen Curmethode auf Geisteszerrüttungen (Рапсодия (восторженная речь) об использовании психологической терапии для душевно больных)». — Галле, 1803.;
9. «Pepinieren zum Unterricht ärztlicher Routiniers als Bedürfnisse des Staats nach seiner Lage wie sie ist (Питомник обучения медицинского опытного специалиста как потребности государства в её положении)» (неопр.). — Галле, 1804.;
10. «Über das polarische Auseinanderweichen der ursprünglichen Naturkräfte in der Gebärmutter zur Zeit der Schwangerschaft, und deren Umtauschung zur Zeit der Geburt, als Beitrag zur Physiologie der Schwangerschaft und Geburt (О противоположном расхождении первоначальных природных сил матки во время беременности и обмене во время родов, как вклад в физиологию беременности и родов)» (неопр.). — Archiv für die Physiologie, 1807. — С. 7 том, с. 402—501.;
11. «Untersuchung über den Bau des Kleinen Gehirns im Menschen und den Tieren (Исследование строения малого головного мозга (мозжечка) человека и животных)». — Галле, 1807—1809. — совместно с И. Ф. Меккелем Младшим;
12. «Entwurf einer allgemeinen Pathologie (Проект общей патологии)» (нем.). — Галле: Кристиан Фридрих Нассе и Петер Давид Крукенберг, 1815-16. — S. 3 тома.;
13. «Entwurf einer allgemeinen Pathologie (Проект общей патологии)» (нем.). — Галле: П. Д. Крукенберг, 1816.;